# Tour de Pologne 1948
7. edycja wyścigu kolarskiego Tour de Pologne odbyła się w dniach 22 czerwca – 4 lipca 1948. Rywalizację rozpoczęło 71 kolarzy, a ukończyło 29. Łączna długość wyścigu – 1963 km.
Pierwsze miejsce w klasyfikacji generalnej zajął Wacław Wójcik (Polska I), drugie Lucjan Pietraszewski (Polska II), a trzecie Wacław Wrzesiński (Polska I). 
Wyścig odzyskał swą wielką rangę, jaką cieszył się przed II wojną światową. Po raz pierwszy w historii, etapowym zwycięzcą został zawodnik zagraniczny, Szwed Olle Persson, jednak na skutek skurczów mięśni musiał wycofać się w połowie czwartego etapu. Defekty i kraksy mocno uszczupliły grono walczących. Plagą wyścigu były czyraki (wielu zawodników wskutek czyraków i odparzeń ledwo siedziało na rowerach). Po raz pierwszy zaczął obowiązywać limit czasu - każdy z zawodników biorących udział w wyścigu musiał ukończyć etap nie później jak w godzinę, od czasu przybycia pierwszego zawodnika na metę, pod groźbą dyskwalifikacji. 
Tour de Pologne 1948 cieszył się olbrzymią popularnością kibiców. Prasa podała, że przebieg wyścigu na trasach etapów obserwowało około 4 milionów widzów. Stadiony były pełne, a sukces Wójcika w Warszawie oklaskiwało ponad 40 000 widzów. Sędzią głównym był Otton Przysiecki.

## Etapy
| Etap      | Data       | Start - meta         | Długość (km) | Zwycięzca etapu      | Lider         |
| I etap    | 22 czerwca | Warszawa – Olsztyn   | 221          | Olle Persson         | Olle Persson  |
| II etap   | 23 czerwca | Olsztyn – Gdynia     | 208          | Wacław Wójcik        | Wacław Wójcik |
| III etap  | 24 czerwca | Gdynia – Słupsk      | 110          | Olle Persson         | Olle Persson  |
| IV etap   | 25 czerwca | Słupsk – Szczecin    | 210          | Wacław Wrzesiński    | Wacław Wójcik |
| V etap    | 27 czerwca | Szczecin – Poznań    | 248          | Wacław Wrzesiński    | Wacław Wójcik |
| VI etap   | 28 czerwca | Poznań – Wrocław     | 183          | Wilhelm Wyglenda     | Wacław Wójcik |
| VII etap  | 29 czerwca | Wrocław – Bytom      | 170          | Lucjan Pietraszewski | Wacław Wójcik |
| VIII etap | 30 czerwca | Bytom – Kraków       | 140          | Wacław Wrzesiński    | Wacław Wójcik |
| IX etap   | 2 lipca    | Kraków – Częstochowa | 204          | Marian Rzeźnicki     | Wacław Wójcik |
| X etap    | 3 lipca    | Częstochowa – Łódź   | 135          | Bolesław Napierała   | Wacław Wójcik |
| XI etap   | 4 lipca    | Łódź – Warszawa      | 134          | Wacław Wójcik        | Wacław Wójcik |

## Końcowa klasyfikacja generalna

### Klasyfikacja indywidualna
| Poz. | Zawodnik             | Kraj           | Zespół         | Czas (średnia km/h)       |
| ---- | -------------------- | -------------- | -------------- | ------------------------- |
| 1.   | Wacław Wójcik        | Polska         | Polska I       | 58h 36' 24" (33,484 km/h) |
| 2.   | Lucjan Pietraszewski | Polska         | Polska II      | +23' 54"                  |
| 3.   | Wacław Wrzesiński    | Polska         | Polska I       | +36' 30"                  |
| 4.   | Marian Rzeźnicki     | Polska         | Polska I       | +54' 21"                  |
| 5.   | Karel Vaverka        | Czechosłowacja | Czechosłowacja | +56' 51"                  |
| 6.   | Evert Widevall       | Szwecja        | Szwecja        | +1h 01' 56"               |
| 7.   | Bela Maedi           | Węgry          | Węgry          | +1h 15' 28"               |
| 8.   | Olle Rydmark         | Szwecja        | Szwecja        | +1h 23' 53"               |
| 9.   | Wilhelm Wyglenda     | Polska         | Polska III     | +1h 33' 30"               |
| 10.  | Robert Nowoczek      | Polska         | Polska III     | +1h 40' 36"               |

### Klasyfikacja drużynowa
| 1. | Polska I       | 176h 50' 01" |
| 2. | Polska II      | +2h 23' 43"  |
| 3. | Polska III     | +3h 00' 41"  |
| 4. | Czechosłowacja | +5h 47' 51"  |

### Klasyfikacja klubowa
| 1. | ZZK Warszawa       | 118h 41' 21" |
| 2. | Ruch Chorzów       | +1h 23' 20"  |
| 3. | Partyzant Łódź     | +2h 03' 15"  |
| 4. | Sarmata Warszawa   | +2h 56' 26"  |
| 5. | Gwardia I Warszawa | +6h 47' 12"  |